# Eero Tapio
Eero Johannes Tapio (* 3. März 1941 in Muhos; † 17. Dezember 2022 in Oulu) war ein finnischer Ringer. Er war Weltmeister 1967 und Europameister 1969 im griechisch-römischen Stil im Leicht- bzw. Weltergewicht.

## Werdegang
Eero Tapio begann 1950 als Jugendlicher beim Ringerclub Haukiputaan Heitto, der dem finnischen Arbeiter-Sportverband TUL angehörte, mit dem Ringen. Diesem Club blieb er bis 1973 treu. 1974 wechselte er zum Club Pateniemen Vesa. Eero Tapio spezialisierte sich voll auf den griechisch-römischen Stil und erzielte 1960 seinen ersten größeren Erfolg, als er Juniorenmeister des Sportverbandes TUL im Leichtgewicht wurde.
Auf Grund eines Abkommens mit dem Nationalen Olympischen Komitee Finnlands waren die Ringer von TUL auch auf den internationalen Meisterschaften der FILA und bei den Olympischen Spielen startberechtigt. Eero Tapio konnte deshalb auch bei den finnischen Meisterschaften des offiziellen finnischen Ringerverbandes starten. 1964 gewann er dabei erstmals die finnische Meisterschaft im Leichtgewicht und die Qualifikation für die Olympischen Spiele in Tokio. In Tokio zeigte Eero Tapio im Leichtgewicht gute Kämpfe, siegte zweimal und rang gegen den rumänischen Spitzenringer Valeriu Bularca unentschieden und erreichte nach Niederlagen gegen Tokuaki Fujita aus Japan und Dawit Gwanzeladse aus der UdSSR einen guten 6. Platz.
Noch besser erging es ihm bei der Weltmeisterschaft 1965 in Tampere. Er gewann dort vier Kämpfe und besiegte dabei u. a. Muneji Munemura aus Japan. Da er aber dreimal nur nach Punkten gewann und dabei jedes Mal mit einem Fehlpunkt belastet wurde, schied er nach schon einer Niederlage, die er gegen  Gennadi Sapunow aus der UdSSR erlitt, aus, gewann aber noch die Bronzemedaille.
Nach einem 5. Platz bei der Europameisterschaft in Essen im Frühsommer des Jahres 1966 gewann Eero Tapio im Herbst des gleichen Jahres bei der Weltmeisterschaft in Toledo/USA erneut die Bronzemedaille. Er blieb bei dieser Weltmeisterschaft in fünf Kämpfen unbesiegt, rang aber gegen Munemura, Kazim Ayvaz aus der Türkei und Stevan Horvat aus Jugoslawien unentschieden. Wäre ihm gegen einen dieser drei Ringer ein Sieg geglückt, wäre er Weltmeister geworden.
1967 holte Eero Tapio dann das in Toledo versäumte bei der Weltmeisterschaft in Bukarest nach. Dort reichten ihm drei Siege, darunter einer über den sowjetischen Starter Wladimir Novochatko und zwei unentschieden verlaufene Kämpfe zum Titelgewinn. Im Frühjahr des Jahres 1967 war Eero Tapio in Minsk schon Vize-Europameister im Leichtgewicht geworden. Er verlor auch dort keinen Kampf und rang gegen Klaus Pohl aus der DDR und Gennadi Sapunow unentschieden.
Bei den Olympischen Spielen 1968 in Mexiko-Stadt stand Eero Tapio nach der 4. Runde sehr günstig, unterlag aber in der 5. Runde etwas überraschend gegen den deutschen Silbermedaillengewinner von 1964 im freien Stil Klaus Rost aus Witten und musste damit ausscheiden.
1969 wurde dann noch einmal zu einem großen Jahr für Eero Tapio. Er belegte zuerst bei der schon im März in Mar del Plata stattfindenden Weltmeisterschaft im Weltergewicht nach einer Niederlage gegen den sowjetischen Sportler Wiktor Igumenow im Finale den 2. Platz und wurde dann in Modena Europameister im Weltergewicht. Hier reichten ihm nach einem Freilos in der 1. Runde zwei Siege und ein Unentschieden gegen Momir Kecman aus Jugoslawien zum Titelgewinn.
In den folgenden Jahren konnte Eero Tapio keine solch großen Erfolge mehr erzielen. Er nahm zwar 1972 in München zum dritten Mal an Olympischen Spielen teil, gewann aber auch dort keine olympische Medaille. Er beendete daraufhin seine internationale Ringerlaufbahn.
Eero Tapio wurde im Jahre 1967 von den finnischen Sportjournalisten zum finnischen Sportler des Jahres gewählt.

## Internationale Erfolge
(OS = Olympische Spiele, WM = Weltmeisterschaft, EM = Europameisterschaft, GR = griechisch-römischer Stil, Le = Leichtgewicht, We = Weltergewicht, Mi = Mittelgewicht, damals bis 1968 bis 70 kg, 78 kg und 87 kg und ab 1969 bis 68 kg, 74 kg und 82 kg Körpergewicht)
- 1963, 1. Platz, Nordische Meisterschaft in Oslo, GR, Le, vor Kurt Madsen, Dänemark und Rune Jonsson, Schweden;
- 1964, 6. Platz, OS in Tokio, GR, Le, mit Siegen über Hossein Ebrahimian, Iran und Iwan Iwanow, Bulgarien, Unentschieden gegen Valeriu Bularca, Rumänien und Tokuaki Fujita, Japan und einer Niederlage gegen Dawit Gwanzeladse, Sowjetunion;
- 1965, 1. Platz, Nordische Meisterschaft in Uleaborg, GR, Le, vor Matti Poikala, Schweden und Age Barlie, Norwegen;
- 1965, 3. Platz, WM in Tampere, GR, Le, mit Siegen über Age Barlie, Jan Adamszek, Polen, Guro Gurew, Bulgarien und Muneji Munemura, Japan und einer Niederlage gegen Gennadi Sapunow, UdSSR;
- 1966, 5. Platz, EM in Essen, GR, Le, mit Siegen über Kooyman, Niederlande und Rolf Pettersson, Schweden, Unentschieden gegen Genrich Markow, UdSSR und Kazim Ayvaz, Türkei und einer Niederlage gegen Klaus Pohl, DDR:
- 1966, 3. Platz, WM in Toledo/USA, GR, Le, mit Siegen über Benjamin Northrup, USA und Age Barlie und Unentschieden gegen Muneji Munemura, Kazim Ayvaz und Stevan Horvat, Jugoslawien;
- 1967, 2. Platz, EM in Minsk, GR, Le, mit Siegen über Matti Poikala, Antal Steer, Ungarn und Adil Güngör, Türkei und Unentschieden gegen Klaus-Jürgen Pohl und Gennadi Sapunow;
- 1967, 1. Platz, WM in Bukarest, GR, Le, mit Siegen über Bruno Hartmann, Österreich, Oka Tadekatsu, Japan und Wladimir Novochatko, UdSSR und Unentschieden gegen Matti Poikala und Antal Steer;
- 1967, 4. Platz, Vorolympisches Turnier in Mexiko-Stadt, GR, Le, hinter Gennadi Sapunow, Klaus Pohl und Dragomir Raitschew, Bulgarien;
- 1968, 3. Platz, "Dan-Kolew"-Turnier in Sewljewa/Bulgarien, GR, Le, hinter Dragomir Raitschew und Klaus Pohl;
- 1968, 5. Platz, OS in Mexiko-Stadt, GR, Le, mit Siegen über Eliseo Salguto, Philippinen und Stojan Apostolow, Bulgarien, Unentschieden gegen Antal Steer und Muneji Munemura und einer Niederlage gegen Klaus Rost, BRD;
- 1969, 2. Platz, WM in Mar del Plata, GR, We, mit Siegen über Dragomir Raitschew und Seiji Yamagata, Japan und einer Niederlage gegen Wiktor Igumenow, UdSSR;
- 1969, 1. Platz, EM in Modena, GR, We, mit Siegen über Jan Karlsson, Schweden und Erik Olsen, Dänemark und einem Unentschieden gegen Momir Kecman, Jugoslawien;
- 1971, 1. Platz, Nordische Meisterschaft, GR, We, vor Franzen, Schweden und Kligaard, Norwegen;
- 1971, 9. Platz, WM in Sofia, GR, We, mit Siegen über Hashem Ghanbari, Iran und Khalid, Libanon und Niederlagen gegen Stanisław Krzesiński, Polen und Klaus Pohl;
- 1972, unpl., EM in Kattowitz, GR, We, nach einem Sieg über Johannes van der Paverd, Niederlande und einer Niederlage gegen Kasim Halilow, UdSSR Aufgabe wegen Verletzung;
- 1972, 9. Platz, OS in München, GR, We, mit einem Sieg über Robert Blaser, Schweiz, einem Unentschieden gegen Daniel Robin, Frankreich und Niederlagen gegen Petros Galaktopoulos, Griechenland und Klaus Pohl

## Finnische Meisterschaften
- 1963, 3. Platz, GR, Le, hinter Kauno Määttä und Pentti Jakonen,
- 1964, 1. Platz, GR, Le, vor Alpo Koskenniemi und Jouko Lehtinen,
- 1968, 1. Platz, GR, We, vor Matti Laakso und Erkki Hämälainen,
- 1971, 1. Platz, GR, We, vor Heikki Julmala und Risto Kautto,
- 1972, 1. Platz, GR, We, vor Erkki Alajärvi und Heikki Julmala

## Meisterschaften des Sportverbandes TUL
- 1960, 3. Platz, GR, Le, hinter Väinö Hakkarainen und Asatto Tiusanen,
- 1961, 2. Platz, GR, Le, hinter Martti Peltola und vor Risto Hannus,
- 1962, 2. Platz, GR, Le, hinter Martti Peltola und vor Paavo Laukkanen,
- 1963, 3. Platz, GR, Le, hinter Martti Peltola und Risto Hannus,
- 1964, 1. Platz, GR, Le, vor Pentti Jakonen und Risto Hannus,
- 1966, 1. Platz, GR, Le vor Risto Hannus und Pentt Jakonen,
- 1967, 1. Platz, GR, We, vor Mikko Ranta und Erkki Hämälainen,
- 1968, 1. Platz, GR, We, vor Erkki Hämälainen und Pertti Jahunen,
- 1969, 1. Platz, GR, Mi, vor Olaki Kaakko und Muisto Tittonen,
- 1971, 1. Platz, GR, Mi, vor Erkki Hämälainen und Matti Posio,
- 1973, 1. Platz, GR, Mi, vor Erkki Hämälainen und Heikki Perttula,
- 1974, 1. Platz, GR, Mi, vor Markku Latvala und Pertti Kokko